# Новозеландская кухня
Новозеландская кухня (англ. New Zealand cuisine) — набор кулинарных традиций, характерных для Новой Зеландии.

## История и традиции
Поскольку Новая Зеландия представляет собой островное государство с развитым сельским хозяйством, кухня этой страны базируется в основном на местных ингредиентах с учетом сезонности. Как и австралийская кухня, новозеландская основана на британской, однако также на нее повлияли кулинарные традиции маори, некоторое влияние оказала средиземноморская кухня, а начиная с 1970-х годов — кулинария Юго-Восточной Азии.
С появлением в 1960-х годах доступных авиаперелетов многие новозеландцы стали чаще путешествовать за границу, где познакомились с новшествами британской кухни, индийскими и китайскими ресторанами Великобритании, а также французской и итальянской кухнями. Возвращаясь домой, они внедряли увиденное в новозеландскую кухню.
В 1980-х годах после экономической либерализации увеличился импорт дорогих высококачественных продуктов, которые стали более доступными. Среди зажиточных слоев населения получили распространение иностранные кулинарные традиции.
Главным приемом пищи в течение суток является ужин, когда семьи собираются вместе за одним столом. Однако все большую популярность приобретают посещение ресторанов и доставка еды на дом.
Популярные блюда и напитки:
- австралийский мясной пирог
- афганское печенье
- барбекю
- бойл-ап
- Marmite[англ.] — местный вид британского Marmite
- mille-feuille[англ.]
- павлова
- печенье Анзак
- рыба и картофель фри
- фриттеры
- чай с молоком